# Comitatul Adams, Idaho
Comitatul Adams, conform originalului din engleză, Adams County, este unul din cele 44 comitate ale statului american Idaho. Sediul comitatului este localitatea Council.

## Demografie
|  | Graficele sunt indisponibile din cauza unor probleme tehnice. Mai multe informații se găsesc la Phabricator și la wiki-ul MediaWiki. |

Date: Wikidata - grafică realizată de Wikipedia